# Saint-Jean-de-Belleville
Saint-Jean-de-Belleville är en kommun i departementet Savoie i regionen Auvergne-Rhône-Alpes i sydöstra Frankrike. Kommunen ligger i kantonen Moûtiers som tillhör arrondissementet Albertville. År 2018 hade Saint-Jean-de-Belleville 539 invånare.

## Befolkningsutveckling
Antalet invånare i kommunen Saint-Jean-de-Belleville
| Referens: INSEE |